# Tuxenentulus jilinensis
Tuxenentulus jilinensis är en urinsektsart som beskrevs av Yin 1984. Tuxenentulus jilinensis ingår i släktet Tuxenentulus och familjen lönntrevfotingar. Inga underarter finns listade i Catalogue of Life.